# Лорд Рандолф Черчил (књига)
Лорд Рандолф Черчил је биографија из два дела, коју је написао Винстон Черчил о свом оцу, викторијанском политичару, лорду Рандолфу Черчилу. Издата је 1906. године.

## Историја
Од 1903. до 1905. године, Черчил је писао Лорд Рандолф Черчил, биографију у два тома, објављену 1906. године. Међутим, књига је одмах добили много критика, јер је оштовање према оцу је натерало Черчила да ублажи неке мање атрактивним ствари о њему. Теодор Рузвелт, који је познавао Рандолфа, је описао књигу као "паметан, тактичан,  прилично јефтин и вулгаранг опис живота тог паметног, тактичког, прилично јефтиног и вулгарног егоисте". Неки историчари указују да Черчил користи књигу да одбрани своју каријеру.